# テキサス州の石油ブーム
テキサス州の石油ブーム（テキサスしゅうのせきゆブーム、英: Texas Oil Boom）は、20世紀初期にアメリカ合衆国テキサス州で石油が発見されてから、劇的な変化と経済成長が起こった時代を指す言葉である。噴出時代（英: Gusher Age）とも呼ばれる。ボーモントの近くで発見された石油は、その埋蔵量が前例の無いくらいの量であり、アメリカ史の中でもほとんど無かったような急速な地域発展と工業化時代の火付け役となった。テキサス州は直ぐにオクラホマ州やカリフォルニア州と並んで国内でも石油生産高の高い州になった。そして、アメリカ合衆国の石油生産高は当時のロシア帝国と並ぶようになった。1940年代になると、テキサス州は国内で最も生産高の高い州になった。世界の石油時代の始まりをこのテキサス州での石油ブームの始まりに置く歴史家も居る。
石油探査と投機を拡大させ始めた大きな「当たり」はテキサス州南東部でだったが、間もなく州全体で埋蔵量が確認され、北テキサス、東テキサスおよび西テキサスのパーミアン盆地でも油井が建設された。これに先立って19世紀にも限られた量の石油が発見されていたが、1901年にボーモント近くのスピンドルトップで発見されたものは全国的な注目を浴び、石油探査と開発を加速させ、それが1920年代以降まで続くことになった。スピンドルトップと、世界恐慌の始まり時期にあった東テキサスでのジョイナーの石油発見が、この変化の時代の重要な転換点となった。
この時代はテキサス州を大きく変革させた。20世紀への変わり目でのテキサス州は、特に大きな都市も無く、大半が田園部だった。それが第二次世界大戦が終わるまでに、州内の工業化が大きく進み、都市の人口では国内20傑に入ってくるものがあった。中でもヒューストン市はこのブームの恩恵を受けた最大の都市であり、その都市圏は世界でも最大級に石油精製や石油化学プラントが集積される地域となった。ヒューストン市は1900年時点で小さな商業中心に過ぎなかったが、その後の数十年間に国内でも最大級の都市となった。しかし、この期間ではテキサス州の全ての商業中心が変化しており、石油ブームが始まったボーモントとポートアーサーの地域も発展した。
この時代に最も影響力があった事業家といえば、ヒュー・ロイ・カレン、H・L・ハント、シド・W・リチャードソン、クリント・マーチソンの4人だった。彼らは州内および国内で最も富裕な者となり、政治的な影響力も大きかった。

## 時間的な枠組み
19世紀にはテキサス州で石油に関わる成長の始まりとして扱われる幾つかの出来事があった。その中でも初期の1つが1894年のコーシカナ油田の開業だった。1901年にスピンドルトップで石油が発見され、これがそれまで発見された中でも最大級に生産可能性の高い油井と判断された。歴史家の大半はこれが出発点だと見なしている。この1つの発見がテキサス州の急速な変化の始まりとなり、世界中の注目を集めさせた。
1940年までに、州内石油産業を規制していたテキサス州鉄道委員会が、アメリカにおける石油生産を安定させ、ブームの初期では当たり前だった石油価格変動の大半を抑えさせた。1920年代にブームタウンとなっていたワーサムのような多くの小さな町は、比較的限られた量の石油埋蔵量に依存していたために、1920年代後半から1930年代初期にはブームが終わり、地元経済が崩壊した。これら小さな油田の幾つかではこの時期に生産量のピークを迎え、世界恐慌で需要が低下したために、投機家達が逃亡した。ボーモント、ヒューストン、ダラスのような石油精製と加工の中心地では、第二次世界大戦が終わるまで、ブームが様々に継続した。終戦までに州内主要都市部の経済は成熟していた。テキサス州は繁栄と成長を続けたが、ブーム初期にあった極端な成長パターンと劇的な社会経済的変化は影を潜め、都市部はより落ち着いた持続可能な成長パターンに落ち着いていった。しかし、西テキサスなど地域に限られたブームが継続し、戦後は小さな町の幾つかを変革させた。

## 背景

### 南北戦争後のテキサス州

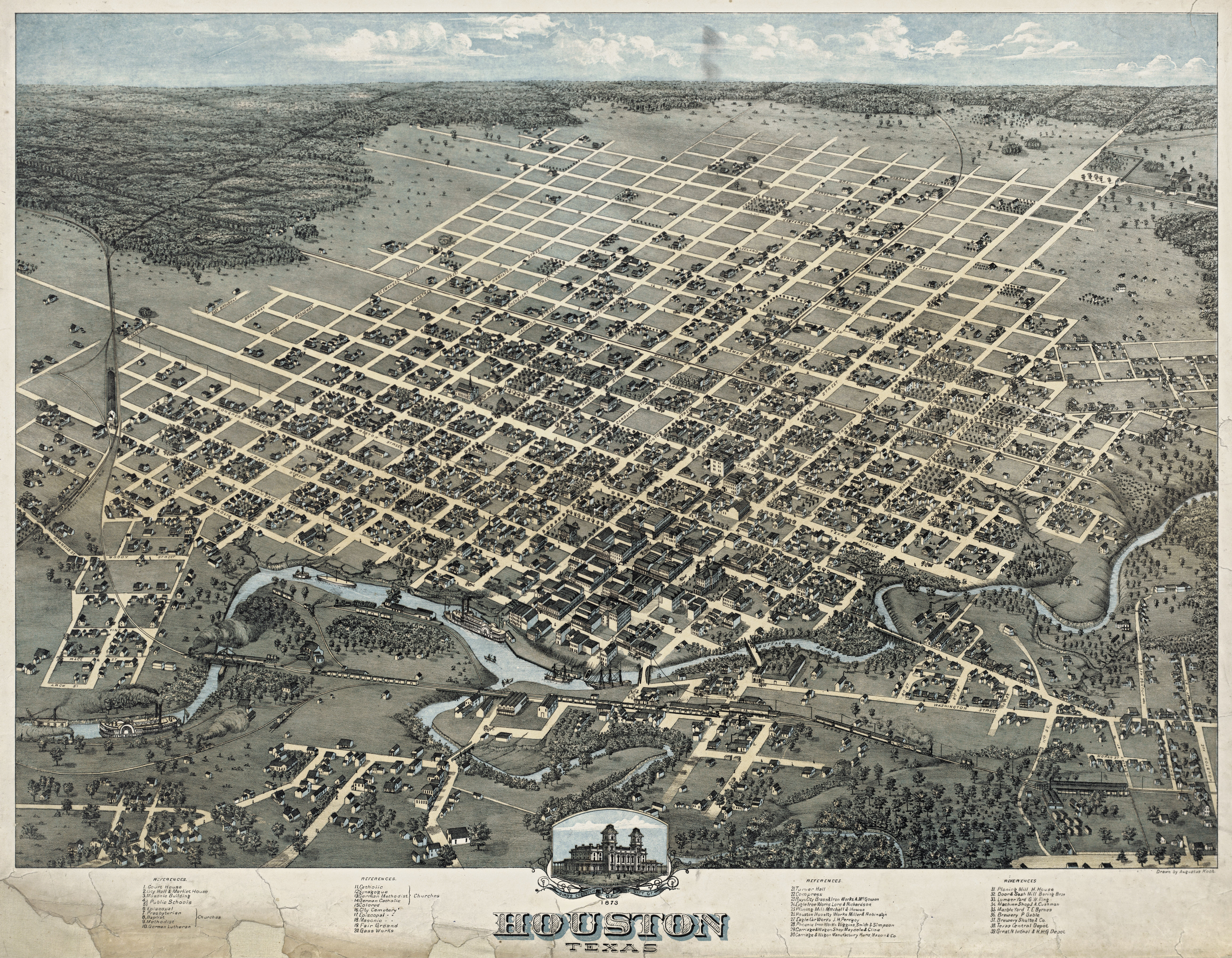
ヒューストン市、1873年頃。

南北戦争後、テキサス州の経済は牛の牧畜と綿花の栽培、さらに後には木材に大きく依存して急速な成長を始めた。ガルヴェストンの港は世界最大級の綿花積み出し港となり、州内最大の商業中心となった。しかし、1890年までに、人口ではダラス市がガルヴェストン市を追い越し、1900年代初期にはヒューストン港がガルヴェストン港を脅かす存在になった。
1900年、大型ハリケーンがガルヴェストン市を襲い、大きな被害を与えた。1915年にも別のハリケーンが襲い、投資家の目はガルヴェストンを離れ、商業展開により安全な場所に映ったヒューストンに向くようになった。このような展開の中でおこった石油ブームにより、ヒューストン市は港と商業中心としてブームの中心になった。

### 石油開発の初期

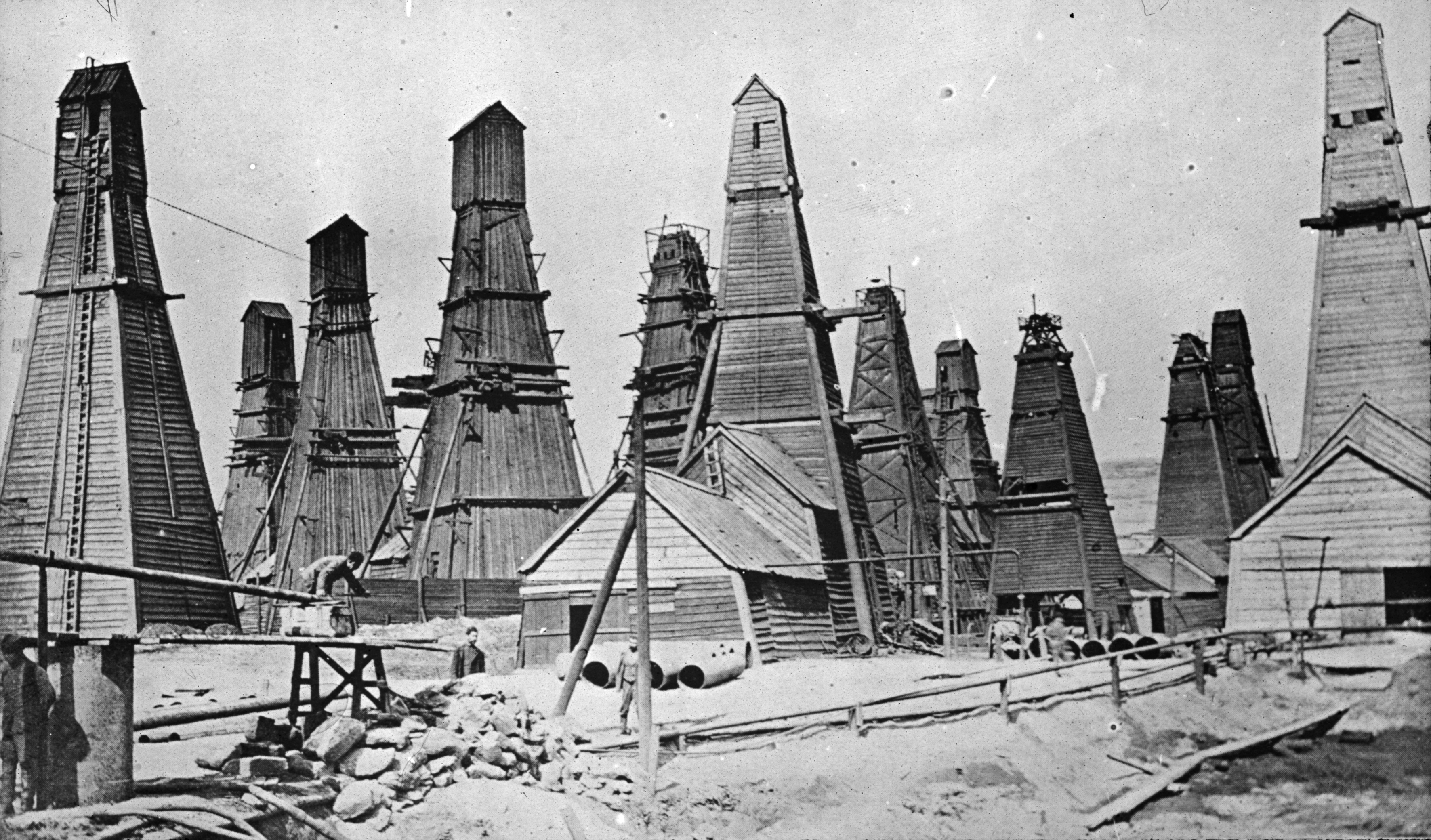
初期の油井、バクーのバラハヌィ / サブンチ。

1850年代、エイブラハム・ゲスナーが石油から灯油を蒸留する処理工程を発明した。照明用燃料として石油に対する需要が世界中で大きくなった。世界の多くの地域で石油探査の動きが高まり、特にロシア帝国のバクーにあったノーベル兄弟石油会社が19世紀末まで石油生産をリードした。
1859年、ペンシルベニア州のエドウィン・ドレイクが、地球の深層部から石油を掘削する技術を発明した。ドレイクの発明はアメリカ合衆国における石油産業を始めさせたものとされている。ペンシルベニア・オイルラッシュが起きた1861年に、ペンシルベニア州西部で国内初の石油精製所が操業を始めた。オハイオ州でジョン・D・ロックフェラーが設立したスタンダード石油が多州にわたるトラスト企業となり、国内の歴史が浅い石油産業を支配するようになった。
テキサス人はその地下に石油があることを昔から知っていたが、水の井戸を掘るためには邪魔になったので、利益よりも問題が生じると見ている場合が多かった。後に影響力ある石油事業家となった牧場主のW・T・ワゴナーは1902年に水の井戸を掘っていた石油を掘り当て、「水がほしかったのに石油に掘り当たってしまった。私は気狂いだよ、全くの気狂いだ。我々自身と我々の牛が飲む水が必要だったんだ。」と言ったと伝えられている。
多くの牧場主や農園主にとって石油は否定的な関係しかなかったが、南北戦争後のテキサス州で、石油が湧き出ると知られていた泉や、水の井戸を掘っているときに偶然見つけた石油で、灯油やその他石油からの派生品にたいする需要が、石油の将来性を促進することになった。テキサス州で最初のそこそこの油井はナカドーチェスに近い、オイルスプリングスの町付近で開発された。この油井は1866年に生産を開始した。テキサス州で最初の経済価値のある油田は1894年、コーシカナ近くで開発されたものだった。1898年、この油田に州内では最初の近代的製油所が建設された。コーシカナ油田の成功と、世界中の石油需要の増加により、州全体で探査が行われるようになった。

### 機械化

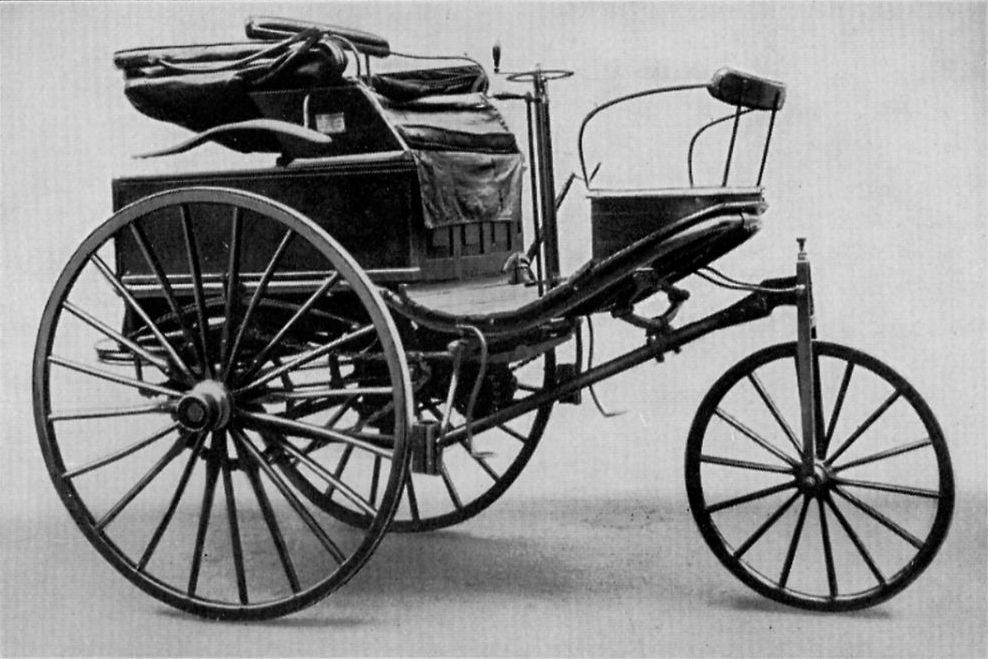
ベンツの自動車、1888年頃。

1879年、カール・ベンツがドイツで信頼できるガソリン燃焼エンジンの最初の特許を取得した。1885年には、最初のガソリン自動車、ベンツ特許モーターワーゲンを生産した。この新しい発明は直ぐに実用化されて、ドイツとフランスで人気を博し、イギリスやアメリカでも関心が高まった。1902年、ランサム・E・オールズが低価格自動車を大量生産するために、生産ラインという概念を編み出した。間もなくヘンリー・フォードがこの概念を実用化したので、1914年には中流階級労働者でもフォード・モーターが生産した自動車を購入できるようになった。
1920年代にはアメリカ合衆国だけでなく他の国でも自動車生産が爆発的に拡大した。このことに加え、工場や産業機器に動力を与えるために石油派生品を使うことが多くなり、世界中の石油事情がさらに高まっていった。

## 「ビッグ・オイル」の成長

### スピンドルトップ
ボーモントの近くで、岩塩ドームから石油を抽出する試みが失敗した後、グラディスシティ石油・ガス・製造会社と呼ばれた小さな会社に、岩塩ドームの専門家でクロアチア系オーストリア人機械技師のアンソニー・F・ルーカスが加わった。ルーカスは、会社の設立者パッティリョ・ヒギンスが産業雑誌や商業雑誌に掲載した広告を見て、この会社に応募した。ルーカスとその仲間はスピンドルトップ丘陵と呼ばれる場所で石油を見つけるために2年間奮闘した後、1901年に石油脈に当たった。この新しい油井からは1日約10万バーレル (16,000 kl) の石油を生産できたが、当時としては前例の無いような量だった。1902年の年間産出量は1,700万バーレル (270万 kl) になった。1900年のテキサス州における石油総生産高が836,000バーレル (13.3万 kl) に過ぎなかった時代だった。供給量が過剰になったために、国内の石油価格は1バーレル (159 リットル）当たり3セントと記録的な安さになり、場所によっては水よりも安価になった。
ボーモントは俄かにブームタウンとなり、州内さらには国内の投機家達が先を争って土地投機に走った。1901年の州内投資額は2億3,500万米ドルに上った（現在価換算で約米ドル）。ペンシルベニア州など他地域での石油投機は直ぐにテキサス州に追い越された。ルーカスが掘り当てた井戸は短命であり、1904年には1日当たり1万バーレル (1,600 kl) にまで落ちた。しかし、この井戸はさらに大きな油田開発の始まりに過ぎなかった。

### 石油発見の広がり

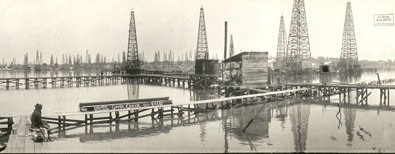
グースクリーク油田、1919年頃。

メキシコ湾岸の平原全体で岩塩ドームの探査が行われ、1902年にはサワーレイク、1903年にはバットソン、1905年にはハンブル、1908年にはグースクリーク（現在のベイタウン）で大きな油田が開発された。テキサス州南東部の大半にパイプラインと製油所が建設され、特にヒューストンとガルヴェストン湾周辺ではかなりの工業化が進んだ。州内初のオフショア油田は1917年に開業したグースクリーク油田ブラックダック湾だったが、実際にオフショアの探査が始まったのは1930年代になってからだった。
当初の石油生産は多くの小企業によって行われていた。初期の探査と生産に関わる熱狂状態によって不安定な供給に繋がり、過剰生産に陥ることも多かった。初期の大きな油田発見によって有用性が増し、価格低下に繋がったが、生産が縮小すると、探査が限られたものになり、石油価格も急上昇した。このような状況により、探査の網はオクラホマ州、ルイジアナ州、アーカンソー州など隣接州に広がり、石油生産での支配力をテキサス州と競うようになった。1905年、オクラホマ州タルサ市近くグレンプールで石油に突き当たり、タルサ市は国内の石油生産で指導的地位を獲得し、それが1930年代まで続いた。テキサス州は間もなくオクラホマ州とカリフォルニア州の後塵を拝するようになったが、それでも主要な生産州だった。
1910年代後半から1920年代、石油探査と生産は拡張と安定を続けた。北テキサス、中央テキサス、回廊地帯および西テキサスのパーミアン盆地で石油生産が始められた。1917年にダラス・フォートワースの西、レンジャーで掘り当てたことに始まった北テキサスの石油は特に重要なものとなり、地域にかなりの工業化をもたらした。テキサス州は間もなく国内の石油生産量をリードするようになった。1940年までにテキサス州の生産高は、当時国内第2位であるカリフォルニア州の2倍になった。
1930年、独学の試掘者コロンバス・マリオン・ジョイナーが東テキサス油田を発見し、それまでに無い大油田の発見となった。それまで東テキサスはあまり探査が行われていなかったので、「ワィルドキャッター」と呼ばれた多くの独立系試掘者が土地を購入し、新しい油田を探査することができた。この新しい油田で世界恐慌時代のダラス経済を復活させたが、新しい供給源の開発で石油価格が暴落し、西テキサスの利益を大きく減少させた。東部油田の無規制の生産によって、石油生産水準を規制し価格を安定化させようとしていた州内の石油産業を不安定化させた。東テキサスの過剰生産量はかなり大きなものだったので、当時の州知事ロス・スターリングは油井の多くを閉鎖しようとした。強制閉鎖の過程で、州軍を使うことも命じた。独立系とメジャーの生産者双方を保護することを意図したこれら生産規制は、当初ほとんどうまく行かず、石油の密輸も広く行われた。1930年代後半、連邦政府が介入して生産を維持可能な水準に戻し、価格変動を抑えることに成功した。価格安定化で得られた収益によって、人口の少ない西テキサスや回廊地帯で、さらに石油探査や掘削が進んだ。

### 石油産業としての成長

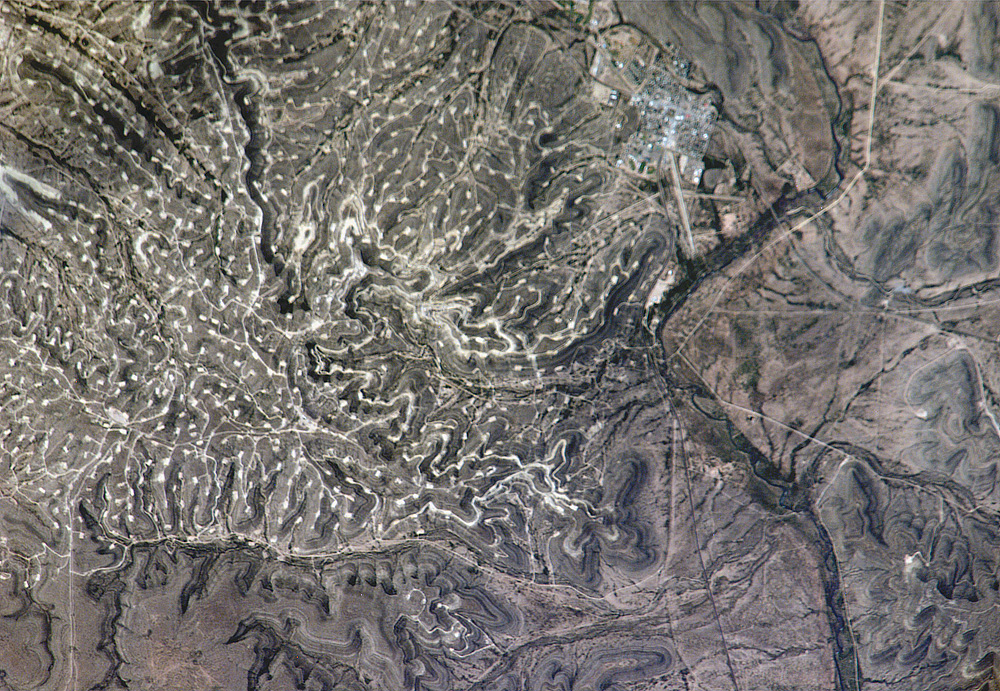
西テキサスイエーツ油田の衛星写真、右側3分の1を南北にペコス川が流れている。

コーシカナでの最初の石油精製所は、ペンシルベニア州のスタンダード石油社の元マネジャーだったジョセフ・S・カリナンが建設した。その会社は後にマグノリア石油会社に吸収され、さらにニューヨーク州のスタンダード石油社に買収されたが、ミシシッピ川より西では最初の近代的製油所だった。スピンドルトップで石油が発見された後、カリナンはアーノルド・シュレートと組んでボーモントにテキサス燃料会社を設立し、元テキサス州知事ジェイムズ・S・ホッグなど投資家が運営する投資集団に資金を仰いだ。1905年、この新会社が操業を急速に拡大したので、本社をヒューストンに移した。石油産業におけるこの会社の強さが貢献して、ヒューストンはテキサス州の産業の中心となった。この会社は後にテキサス会社に吸収され、テキサコと名前を変えた。
スピンドルトップのルーカスが動かしていた油井は、J・M・ガフィーとその提携者が買収し、ガフィー石油社とテキサス・ガルフ精製社を創設した。これらの会社が後にガルフ石油社となり、さらにシェブロンに買収された。ガフィーの会社は石油ブームの時代にテキサス州最大の石油生産会社となった。
スタンダード石油社は当初、テキサス州での石油生産に関わらず、ガフィー・ガルフとテキサス社を供給元として精製会社であるセキュリティ石油を設立するやり方を選んだ。反トラスト法に関わる訴訟があった後、セキュリティ石油は1911年にマグノリア石油会社に再編された。同年、ハンブル石油社（今日のエクソン）をロス・スターリングとハンブル市のウォルター・ウィリアム・フォンドレンが設立した。その本社がヒューストンに移された後に、持ち株の半分をニュージャージー州のスタンダード石油社に売却し、その後長く続く共同事業を確立した。この会社がテキサス州では最大のベイタウン製油所を建設した。第二次世界大戦後、ハンブル社がアメリカ合衆国では最大の原油搬送社となり、ベイタウンとダラス・フォートワース、および西テキサスとメキシコ湾を結ぶパイプラインを建設した。
石油ブームの最初の10年間、大資本の会社も幾つか操業していたが、圧倒的多数の小規模生産者がいた。生産が拡大し、新会社が形成されると、統合が行われた。1920年代後半までに、10の会社が州内生産量の半分以上を生産していた。ガルフ生産会社、ハンブル石油精製会社、南部原油購買会社（後にアモコに吸収され、さらにブリティッシュ・ペトローリアムに吸収された）、テキサス会社、シェル石油社、ヨーント・リー石油社、マグノリア石油会社、J・K・ヒューズ石油会社、ピュアオイル社、およびミッド・カンザス石油ガス社（後のマラソン石油）がその10社だった。
1930年代、ジェネラル・アメリカン・ファイナンス・システムというダラスの会社が世界恐慌と戦いながら、石油埋蔵量を担保として州内での掘削資金の融資を始めた。このことでダラス市は石油産業の金融中心としての地位を確立した。この金融会社がテキサス・ジェネラル・アメリカン石油会社として再編されて石油生産者となり、その後かなり経ってからフィリップス石油に買収された。

## 石油ブームの影響

### 経済

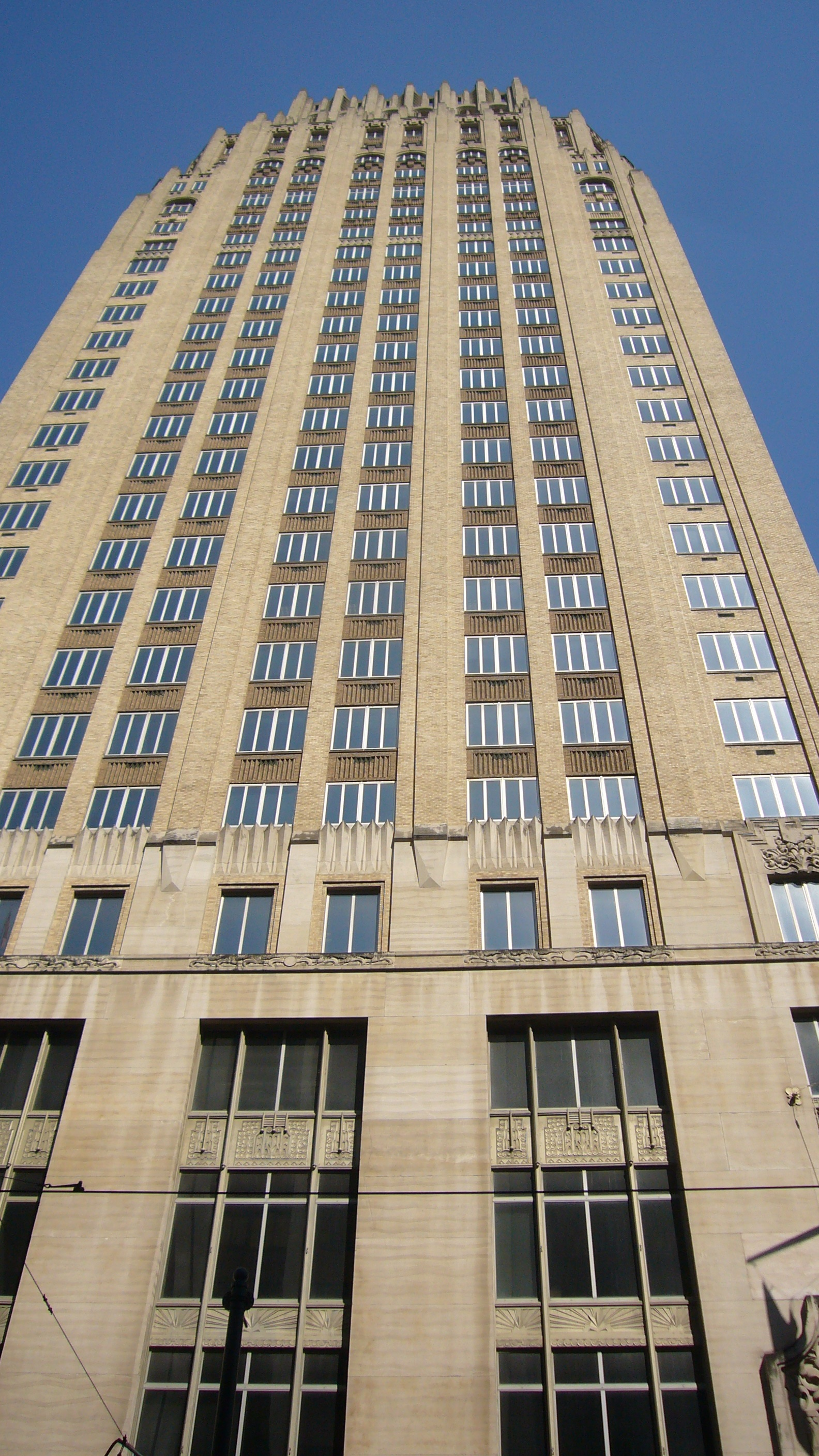
ガルフ石油ビル、1929年に建設され、現在はJP・モルガン・チェイスが所有している。

20世紀に入ったとき、テキサス州では農業、製材業および牧畜業がその経済を牽引していた。これが石油ブームによって変貌し、急速に工業化が進んだ。石油精製所は当初ボーモントとヒューストンの地域に集中していたが、1920年代末には全州に広がっていた。1940年までに、州内で生産される石油とガスの総生産高は、農業によるそれを上回っていた。
1914年にヒューストン船舶水路が開設され、ヒューストン港はガルヴェストン港に代わって州内の主要港となった。このことで綿花の主要積出港としての位置づけもヒューストン港が奪った。ヒューストン、ベイタウン、テキサスシティと船舶水路に沿った周辺の町を通じて大量の石油とガスが動き、工業発展を促した。石油化学工場、製鋼所、セメント工場、自動車製造工場など重化学工業の工場が進出し、身近に安価な燃料を入手できることから、地域の急速な発展に繋がった。1930年代までにヒューストンは州内の経済中心として君臨し、20世紀を通じてダラス市との競合を続けた。石油ブームの効果で世界恐慌の影響を打ち消したので、ヒューストン市は「不況を忘れた都市」と呼ばれた。ダラス市など州内の他の町も石油のお陰で、国内の多くの都市よりも不況をうまくかわすことができた。
石油産業のブームは州内の他の産業推進にも貢献した。鉄道、製油所および油井櫓の建設のために木材需要が高まったので、製材業が繁栄し、1907年にはテキサス州が国内で第3位の材木生産州となった。都市が成長すると新しく住宅やビルが必要とされ、建設業界も潤った。人口が急速に増えれば、農業や牧畜業に対する需要も高くなった。

### 人口動態
| 都市           | 成長率 （％、1900年-1930年） | 1930年の人口（人） |
| -------------- | ---------------------------- | ------------------ |
| ボーモント     | 512%                         | 57,732             |
| ヒューストン   | 555%                         | 292,352            |
| ダラス         | 511%                         | 260,475            |
| フォートワース | 504%                         | 163,447            |
| エルパソ       | 578%                         | 102,421            |
この石油ブームの時代に州内の主要な商業中心が著しく成長した。ヒューストン市は1900年から1930年の30年間で人口が555％増加し、30万人に迫った。ボーモントからエルパソまで他の都市も似たような成長率だった。対照的にこの期間のニューヨーク市の成長率は101％であり、自動車産業のブームが起こったデトロイト市の成長率は485％だった。
テキサス州内の多くの小さな町も、石油の発見によって掘削者、投資家、油田労働者および事業家が入ってきて人口が大きく増加した。1920年から1922年の間で、北テキサスの田舎町ブレッケンリッジの人口は約1,500人から3万人近くに増加した。1925年から1929年の間で、パーミアン盆地のオデッサは750人から5,000人に成長した。1924年から1925年の間で、北テキサスのワーサムは1,000人から約3万人となった。東テキサスのキルゴアの町は、東テキサスで石油が発見された後の1930年から1936年の間で、約500人から12,000人になった。
多くの町の成長は一時的なものに過ぎなかった。幾つかの町の成長は限られた石油資源の汲み上げで推進されることが多く、一旦油井が涸れてしまうか需要が鈍化すれば、その人口も急速に減少した。ワーサムのブームが終わったとき、最頂期となった1927年の3万人から、1929年には2,000人にまで落ちた。ブレッケンリッジの人口は、やはり3万人から、1930年の7,569人まで減少した。
州内で最も重要な人口の変化は、都市住民の比率に関わるものだった。1910年から1930年、都市（人口2,500人以上の町）住人比率は32％上昇し、41％となった。第二次世界大戦後にこの比率が50％を超えた。

### 都市の発展

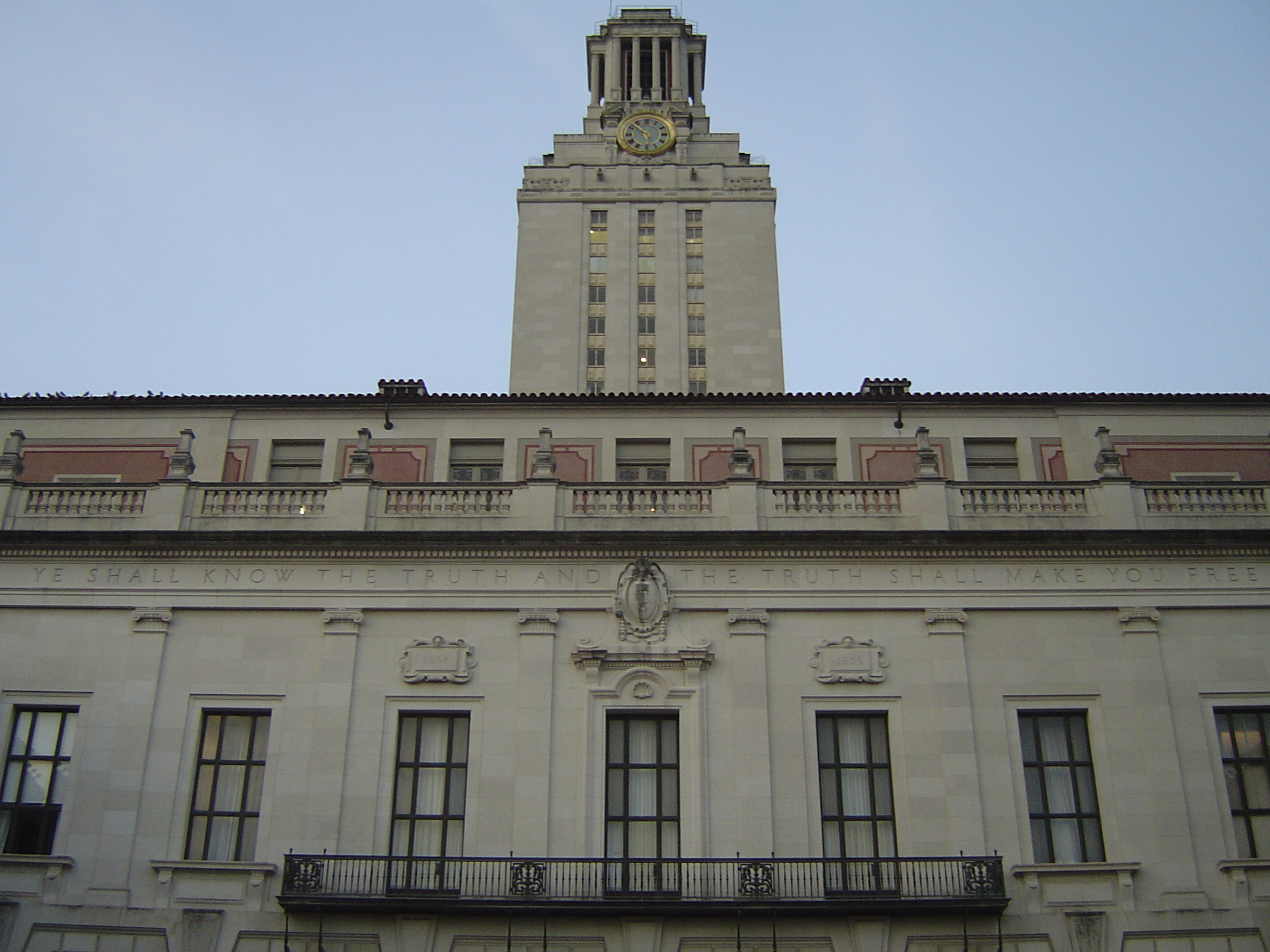
テキサス大学オースティン校の本館、石油収入を使って建てられた。

この期間に都市の景観が劇的に変化した。テキサス州では、ダラス市のプレトリアン・ビルディング（1907年建設）やウェーコ市のアミカブル生命保険社ビル（1911年建設）が、最も初期の摩天楼となった。ボーモント市のペリスタイン・ビルディングは、石油ブームの直接の結果として建設された最初の高層ビルだった。ボーモント市の中心街は1901年に石油が発見されてからの10年間で急速に成長した。1925年にスピンドルトップで2回目の大型の発見があり、1920年代末にはヒューストンからニューオーリンズ市の間で、ボーモント市が最大の市街地を持つようになった。
ボーモントが石油ブーム初期で重要な役割を果たしたにも拘わらず、その近くにあり、既に商業中心として確立されていたヒューストン市がこの時代をリードする都市となった。ヒューストンの位置づけは、1914年にヒューストン船舶水路が完成し、ヒューストン港に大型船が入るようになって、大きく様変わりした。石油精製所や関連産業がヒューストン市とグース・クリークの間のヒューストン船舶水路に沿って立ち並んだ。地域で重化学工業が成長し、次第に世界でも最大級の工業地帯が生まれた。1930年代までに、ヒューストンは州最大の都市となり、鉄道や道路ネットワークの中心になった。石油関連産業の成長効果で世界恐慌の影響をかなり打ち消し、特に東テキサス油田が発見された後は顕著だった。石油ブームで富を掴んだテキサス州人はリバーオークスのような大規模の町を造り、それがアメリカ合衆国における計画都市のモデルになった。石油関連産業の成長でヒューストン大学、ヒューストン美術館、ハーマン公園、ヒューストン動物園、ヒューストン交響楽団など多くの新しい施設、団体ができた。
ダラス市とフォートワース市は1930年と1931年に最大級の石油関連建設ブームを経験し、東テキサス油田が開業したことで、ダラス市はテキサス州とオクラホマ州の石油産業にとって金融中心として確立された。国内では最も初期のショッピング・センターであるハイランドパーク・ビレッジなど、新しい事業用事務所や市の建物が市内に出現した。1930年代後半には不況の影響でダラス市周辺の人口増加を幾らか鈍化させたものの、1940年代には急速な増加パターンが戻った。しかし、この時までにダラス市はさらに多様化を始めており、航空機産業や電子機器技術を含め様々な産業が生まれていた。
安価なガソリンが自動車の個人所有を促進し、それが政府にとってはかなりの歳入源となり、高規格道路の急速な発展に繋がった。テキサス州は面積が広く、世紀の変わり目には田園部が広がっていたにも拘わらず、道路体系は国内のより工業化の進んだ地域に比較できるような水準にまで達した。

### 教育
テキサス州の大学体系も石油ブームで大きく改善された。石油ブーム以前のテキサス大学はオースティン市近くに、小さく洗練されていない建物が多く集まっているだけだった。西テキサスにあった大学の土地にも石油投機が及び、サンタリタ油井が創られると、テキサス大学さらに後にはテキサス農工大学には大きな収入源となり、国内でも最大級に裕福な大学になった。州内のその他の大学、特にヒューストン大学は州が所有する油田の生産から恩恵を受け、また富裕な石油投資家から寄付を受け、そのキャンパスはそこそこの成長と発展を果たした。
初等中等教育も同様に改善されたが、新しいブームタウンで人口が急拡大したことから、流入する生徒への準備が間に合わず、教育体系に厳しい歪みを生じさせた。町に金が急速に流入したとしても、効率的に税収入を得るには複雑な問題があった。これに対処するために都市や郡の政府とは独立し、独自の課税権限を持つ独立教育学区を設立した。この種の教育学は現在のテキサス州でも標準的なスタイルになっている。

### 政府と政治

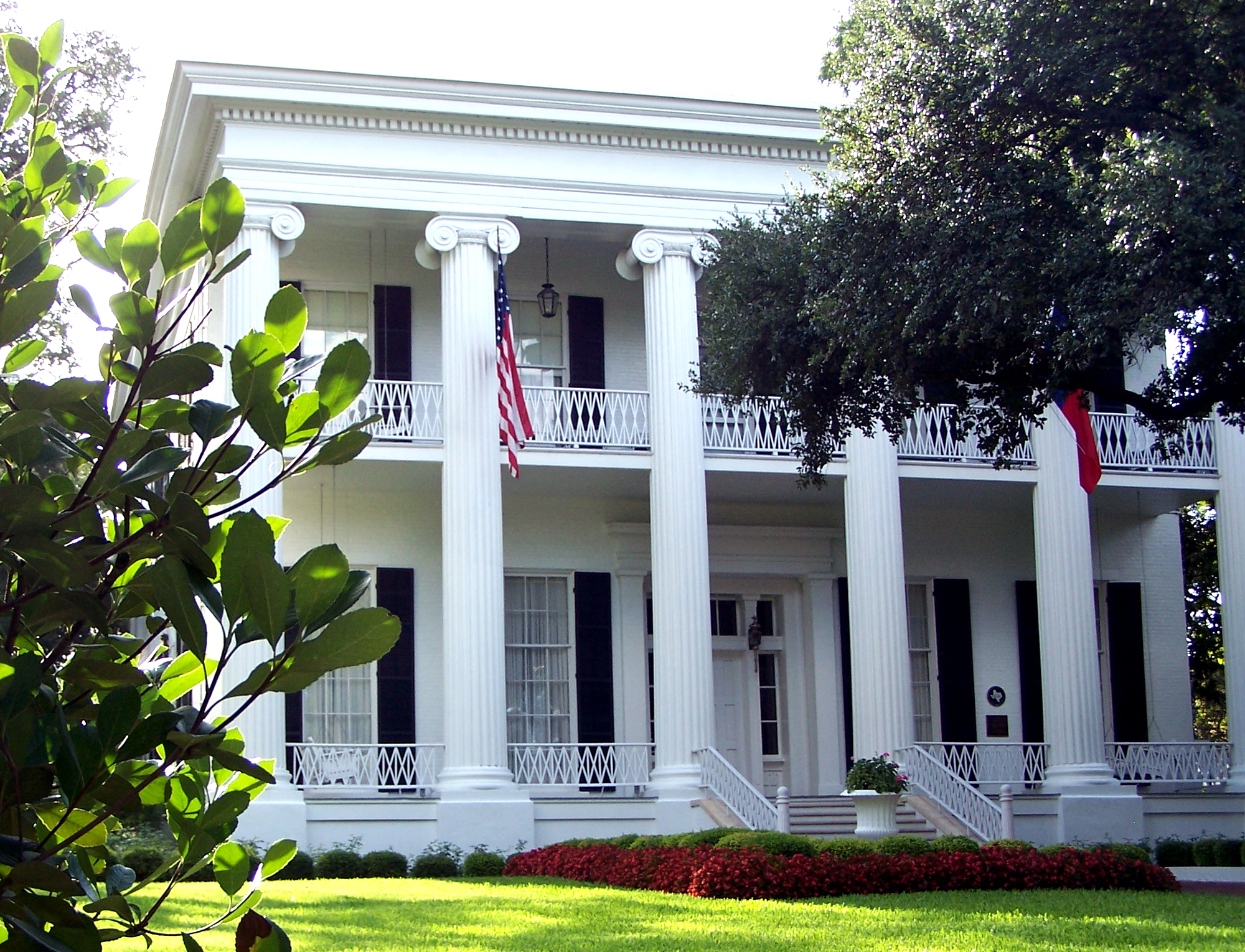
テキサス州知事公舎

テキサス州の政府で最も重要な発展の一つは1905年に石油生産量に係る州税を創設したことから生まれた。この税から生まれた歳入は州内の発展のための資金となり、他州で採用されている所得税など類似した仕組みを必要としなかった。1919年、石油生産からの税収は100万米ドルを超え、1929年には600万米ドルに達した。1940年時点では、石油とガスの産業で州税のほぼ半分を支払っていることになった。
1900年代初期のテキサス州における政治は進歩主義精神で定義できる。オイルマネーが高規格道路と教育体系の拡張に使われた。しかし企業に対する姿勢は概して「自由放任」だった。最低賃金や児童労働のような問題に関する規制はほとんど無かった。
企業に対する自由放任姿勢は必ずしも大企業にまで広がるという訳にはいかなかった。州内にはベンチャー・キャピタルが無く、初期の産業では重大な問題になった。市民と企業の指導者達、さらには通常の市民ですら、州外からの資本の流入によって、政治力、歳入および事業機会が失われることを心配した。この感情が1906年に始まる州検察長官による一連の反トラスト法訴訟に繋がった。この訴訟は容易に成功を収め、外部の投資家、特にスタンダード石油社が州内石油会社を支配するための可能性を制限した。
スタンダード石油社に対する不信は、一部「カーペットバッガー」に対する疑念の結果だった。これは労働組合に関する懐疑心の源にもなった。組合の組織者は白人の犠牲の上にアフリカ系アメリカ人に機会を提供するという北部の計略を支持しようとしていると見られることが多かった。これが生んだ状況のために、労働条件改革は緩りとしか進展しなかった。反労働組合の感情があったにも拘わらず、国際石油労働者組合のような団体が会員を増やし、産業や州政府に幾らかの影響力を及ぼした。

### 文化
石油ブームの間およびその後で続いていた問題とは、テキサス州人が突然の富によってもたらされた州内の劇的な変化に直面し、その文化を維持する際の固有性や頑固さを捨てることに躊躇していたことである。テキサス州は成長と工業化が進展したにも拘わらず、20世紀半ばの文化は国内の他の工業化が進んだ地域とははっきり異なったままだった。
石油から富者になる可能性が、州内の多くの地域で「ワイルドキャット」文化を創り上げた。独立系起業家は土地を買い、石油を見つけるための装置を買うことで富の夢を追い求めた。牧場主や農園主が、州内であろうと州外であろうと、掘削者に変わった。「オイル・アンド・ガス・ジャーナル」が次のような記事を掲載した。
ヒューストン市は、安価なガソリンが直ぐに手に入ったこともあって、1900年代初期のアメリカ自動車文化の先駆けになった。1920年代までに交通渋滞が深刻なものになったので、国内でも初の連結された信号機を導入した。ヒューストン市を訪れる者は、商店への歩道が無く、市内で自動車が重要になっていることに驚かされることが多かった。大量輸送や都市計画を目的にした行動は、ヒューストンの場合は大衆が自由放任を好み、大きな政府を嫌ったので、その反対によってほとんど失敗した。ショッピング街を市の中核部の外側に建設し、スプロール現象を促すような都市概念はヒューストンで始まり、州の内外を問わず、多くの都市で採用される流行現象になった。
石油ブームのもう一つの間接的効果は、多くの町で賭博場や売春宿が増えたことだった。石油ブーム以前のテキサス州では、これらの行動が普通にあるものではなかったが、石油産業で富がもたらされたことと、法の強制および執行機関に難しさがあったことで、非合法事業や組織犯罪に多くの新しい機会を提供した。ガルヴェストン市の賭博帝国など多くの町にカジノや赤線地区ができ、ヒューストン市から金持ち事業家を惹き付けた。これらの街は1950年代まで営業を続けた。州内で常に存在した売春宿は、比較的高い賃金を得た独り者の多かったブームタウンで繁盛した。禁酒法が執行されたが、テキサス州政府はこの法の強制を躊躇ったので、禁酒法時代に賭博場と密造酒の拡大を抑えただけだった。
この期間、特に1920年代の社会的な急変は州内都心部でクー・クラックス・クランの再出現という現象を生み、特にダラス市では強かった。他の州と同様、再生クランは表だって黒人公民権を抑えることまでしなかったが、酒の密造、賭け事などこの時期に成長した悪徳に反対することを含め、伝統的な道徳を支持した。しかし集団の考え方から偏狭心が離れることはなかった。世界恐慌の間、ジョン・カービーのような指導者の中に反ニューディール政策の感情があり、クランとその考えに馴染むようになっていった者がいた。
石油産業はテキサス州とアメリカの文化に長期的な影響も与えた。テキサス州における初期事業家の中にあった保守的見解が、現代的キリスト教右派と保守主義運動の出現と資金に影響した。

### 環境

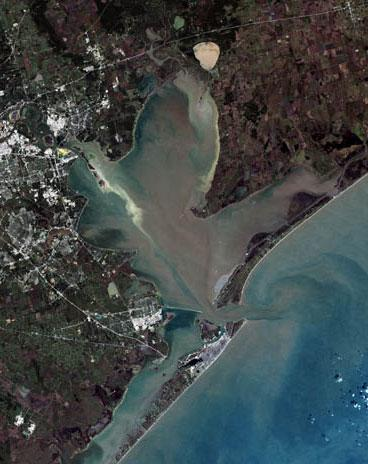
ガルヴェストン湾の衛星写真、水質汚濁の様子が窺える。

石油ブームが始まった時から、環境の保存と保護に向けた動きがあったが、概してあまり成功しなかった。初期には石油を発見することが容易だったので、掘削者がより生産性の高い井戸を探し始める前に、中途半端に開発されることが多かった。ワイルドキャッターは貴重な資源を無駄遣いしただけでなく、多くの油井によって、避けられたはずの環境の汚染を進めた。石油の汲み上げが急だったので、強度的に弱い貯蔵施設が造られ、漏洩が頻繁に起こり、水の汚染が深刻な問題になった。林業についても19世紀に大量の伐採が進んだ後で、油田開発のために山を切り開き、新しい建設ブームのために建材の需要が高まったこともあって、州内に残っていた森林の大半が壊滅した。
ほとんど規制が無かった製造業もかなりの大気汚染を生んだ。新しい油田で噴出ガスを燃焼させる習慣は通常のことであり、問題を深刻化させた。ヒューストン地域が州内で最も工業化の進んだところになると、大気質の問題が積み重なった。1950年代までに飛行機の操縦士は、市内に入るために煙の線を辿ることができた。
石油関連産業で生み出されたもう一つの深刻な問題は、ヒューストン船舶水路とガルヴェストン湾の汚染だった。1970年代までに、これら水域は国内で最大級に汚染されたものとなった。産業廃棄物が主な汚染源だったが、湾周辺の都市化によっても汚染は進んだ。近年、湾内の汚染の大半は、大型工場に対比されるものとして、様々で小さな商業、農業、住宅からの大量の流出水の結果である。20世紀後半の半ばから、地域の工場や自治体が環境保護活動を行い、湾内の水質を劇的に改善させた結果、少なくとも生態系に対する初期の障害は無くなった。

### 噴出の後
1940年代までに、東テキサス油田の生産量と石油価格は落ち着いた。大都市圏は成長を続けたが、最初の30年間にあった異常な成長パターンは鈍化を始めた。西テキサスとパンハンドル地域の開発し尽くされる傾向にあったので、州内ではパーミアン盆地が生産量の首位に躍り出ていった。独立系の石油会社が依然として重要な役割を果たしていたが、新しい大きな油井は既存の会社が発見することが多くなっていった。第二次世界大戦によって、テキサス州は石油による工業化と都市化の移行を完成させることになった。
1960年代と1970年代、幾つかの国では石油生産がピークを迎え、また政治的に不安定な国があったことにより、世界の石油供給が締め付けられ、1970年代初期と1980年代のオイルショック、エネルギー危機を生んだ。石油価格が劇的に高騰し、この時期に不況になっていた国内の他地域よりもテキサス州に恩恵を与えた。新しい好況の時代が訪れたが、1900年代初期のように構造を変革させるものでは無かった。この好況によってテキサス州の人口が増加し、20世紀末には、国内で2番目に人口を抱える州になった。スピンドルトップに続く石油ブーム初期の頃よりも、この後の時代に「テキサス州石油ブーム」という言葉を宛てる者もいる。

## 石油ブーム時代の象徴的人物

### ビッグフォー

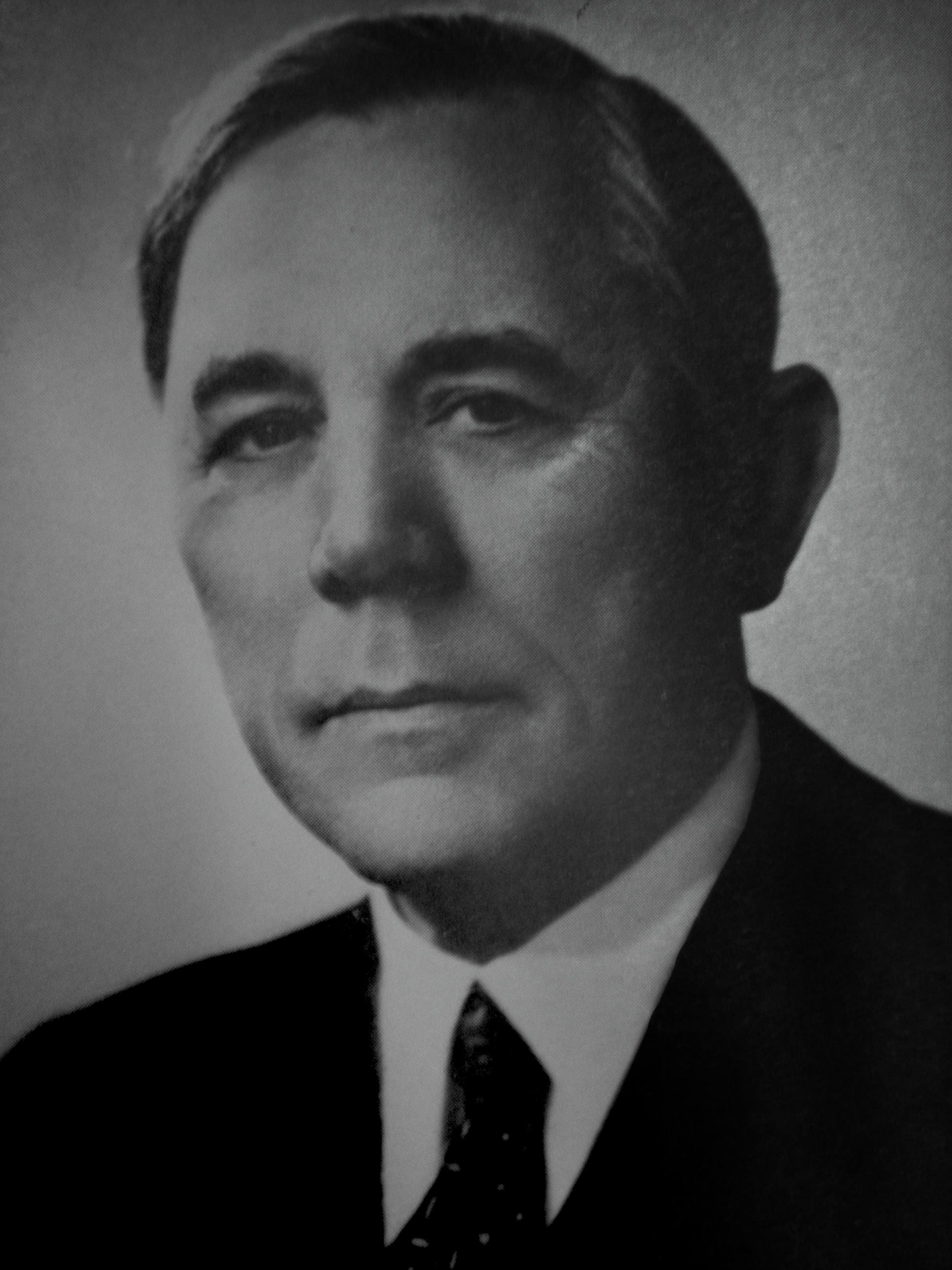
H・ロイ・カレン、工業資本家、慈善事業家、テキサス州初期石油産業の重要人物の1人。

1920年代と1930年代の石油ブームを象徴する4人の事業家がいる。すなわち、H・ロイ・カレン、H・L・ハント、シド・W・リチャードソン、クリント・マーチソンである。カレンは独学の綿花と不動産の事業家であり、1918年にヒューストンに移って、間もなく石油探査を始めた。カレンの成功によって、南テキサス石油会社（共同経営者はジム・ウェスト・シニア）とキンタナ石油会社の創設に繋がった。カレンとその妻はカレン財団を設立し、これが州内最大級の慈善事業団体となり、ヒューストン大学、テキサス医療センターなど州内の特にヒューストン地域の多くの対象に莫大な寄付を行った.。
ハントの最初の成功はアーカンソー州の油田だったが、世界恐慌の始まりとともに、過剰生産で石油が枯渇し、土地と石油に対する投機で資本が無くなり、その資産の大半を失った。ハントは東テキサス油田を開業したコロンバス・ジョイナーの事業に参加した。ハントは東テキサスにあるジョイナーの利権の大半を買収し、そのプラシド石油という会社で数多い油井を所有した。ハントはダラス市でその地位を確立し、1948年の雑誌フォーチュンでは国内で最も金持ちな人物とされた。ハントが死んだ後の1975年に、ハントが重婚を隠しており、2人目の妻をニューヨーク市に住まわせていたというスキャンダルが持ち上がった。
リチャードソンは牛の交易業者だったが、1919年にフォートワースで独立系石油生産業を始めた。間もなく多くの事業に進出し、とりわけテキサスシティ精製会社、牛牧場、ラジオとテレビ局のネットワークを所有した。リチャードソンは大変表に立たない人物であり、「独身の100万長者」と呼ばれることもあった。
マーチソンは父の銀行でその経歴を始め、間もなくリチャードソンと共に働く石油貸借トレーダーになった。さらに北テキサス、続いてサンアントニオ周辺、最後はダラス地域で石油探査と生産に事業を拡大した。サザンユニオンガス会社を設立し、東テキサス油田の開発業者になった。その後はカナダやオーストラリアで国際的な石油とガスの事業に拡大した。息子のクリント・ジュニアは、アメリカンフットボールのダラス・カウボーイズを結成させた。マーチソンとリチャードソンは国政の現場にも影響力を表し、ドワイト・D・アイゼンハワー大統領とその副大統領のリチャード・ニクソン、さらにはFBI長官のJ・エドガー・フーバーやリンドン・B・ジョンソン大統領とも密接な結びつきがあった。

### その他の象徴的人物
石油産業に関わったその他の富裕なテキサス州人として、それほど影響力は無かったがその富よりも奇行で良く知られた人物がいた。グレン・マッカーシーはヒューストン地域周辺の油井を開発した地味な石油労働者だった。1932年、ガルヴェストン湾に近いアナワクで石油を掘り当てた。その後の10年間で、多くの石油を掘り当て、急速にテキサス州で最も裕福な者になった。その浪費癖は伝説的なものとなり、1952年には5,200万米ドルの負債を抱えていた。バーボン・ウィスキーを愛したので、「ワイルドキャッター」というブランドまで造らせた。その不品行によって1940年代と1950年代の意図しない国民的セレブとなり、メディアはテキサスの石油成金の寓話を流した。
ジム・ウェスト・ジュニアは、石油ブームの前とその最中にヒューストン市と州の発展に貢献した事業家であるジム・ウェスト・シニアの資産の相続人だった。「銀貨のジム」とも呼ばれ、1ドル銀貨を常に携行し、ドアマン、貧乏人、など彼を待っている人に何時でも銀貨を投げ与えた。ヒューストンの石油産業関連の人物では最も輝いた者と見る者も多い。その浪費癖以外に、素人ながら警官を好んだことでも知られている。武器、サイレン、ラジオを載せた多くの自家用車を使い、警官と一緒に市内で犯罪者を追跡した。

## 大衆文化の中で
アメリカ合衆国の大衆は、テキサス州で石油が生産されていることには気付いていたが、スピンドルトップの後の30年間でそれが生み出した富についてはほとんど知らなかった。第二次世界大戦が終わった時までに、ビッグフォーに関する記事と言えば、「ニューヨーク・タイムズ」に3つの記事が載っただけだった。彼等が慈善事業を行い、ワシントンD.C.に影響力も持っていたにも拘わらず、それほどのものだった。アメリカ人の抱く典型的なテキサス州は、カウボーイと牛に関するものだった。
1940年代後半、全国メディア、例えば雑誌の「ライフ」や「フォーチュン」でテキサス人の大きな富について報道を始めた。テキサス州の石油100万長者として現れた新富裕層の紋切り型のイメージがメディアに載せられた。大衆のイメージは荒々しく戦闘的な性格、大酒飲み、浪費癖で特徴づけられることが多かった。1956年、映画『ジャイアンツ』がテキサス人のイメージを喜劇的で、奇妙な人物として造り替えることに貢献した。この映画の中の登場人物ジェット・リンクには、グレン・マッカーシーがモデルになった。その他に『ブーム・タウン』や『ワイルドキャットの戦い」といった映画、『ダラスの元気なテキサス人』や『ヒューストン：土地と大きな富』といった著作もテキサス州や周辺州に与えた石油の影響に関する大衆の認識を変えた。